# أبو الفضل علييف
أبو الفضل أسعد أوغلي علييف (بالأذرية: Əbülfət Əliyev) - مطرب ومغني أذربيجاني، فنان الشعب في جمهورية أذربيجان الاشتراكية السوفيتية.

## حياته
ولد أبو الفضل علييف في 30 ديسيمبر عام 1926 في شوشا.

في 1945 أصبح عازف منفرد في فيلهارموني أكاديمى لدولة أذربيجان.
منذ 1956 أبو الفضل علييف هو عازف منفرد في مسرح أكاديمية دولة أذربيجان للأوبرا والباليه.
تم متح أبو الفضل علييف باسم فنان الشعب في جمهورية أذربيجان الاشتراكية السوفيتية.
كُان مُسافراً برفقة في إيران، سوريا، غينيا، غانا، لبنان.
أدئ أبو الفضل علييف عدد من المقامات بما في ذلك مقام سيكا، راست، شور، بياتي شيراز وإلخ.

بما في ذلك أدى أبو الفضل علييف في الأدوار بالمسارح:
- مجنون (ليلى و مجنون)
- قريب (عشبق قريب)
- شاه إسماعيل (شاه إسماعيل)
- كرم (أصلي وكرم)

توفي أبو الفضل علييف في 27 ديسمبر عام 1990، عن عمر يناهز 37.

## وصلات خارجية
https://www.youtube.com/watch?v=RFLQ-SrTWBg
https://www.youtube.com/watch?v=aQm6_8u1tMM